# Ямышево (Костромская область)
Ямышево — деревня в составе Дмитриевского сельского поселения Галичского района Костромской области России.

## История
Согласно Спискам населённых мест Российской империи в 1872 году деревня относилась к 1 стану Галичского уезда Костромской губернии. В ней числилось 9 дворов, проживало 27 мужчин и 33 женщины.
Согласно переписи населения 1897 года в деревне проживало 82 человека (35 мужчин и 47 женщин).
Согласно Списку населённых мест Костромской губернии в 1907 году деревня относилась к Дурцовской волости Галичского уезда Костромской губернии. По сведениям волостного правления за 1907 год в ней числилось 23 крестьянских двора и 110 жителей. Основными занятиями жителей деревни, помимо земледелия, были малярный и плотницкий промыслы.
До муниципальной реформы 2010 года деревня входила в состав Пронинского сельского поселения.

## Население
| 2008 | 2010 | 2012 | 2014 |
| ---- | ---- | ---- | ---- |
| 0    | →0   | ↗1   | →1   |